# Kolunić
Kolunić je naseljeno mjesto u općini Bosanski Petrovac, Federacija Bosne i Hercegovine, BiH.

## Zemljopis
Selo Kolunić se nalazi na južnom obodu Petrovačkog polja i njegovog dodira sa strmim padinama Osječenice, obraslim četinarskom šumom. Put Bosanski Petrovac - Drvar dijeli selo na dva dijela, gornji Kolunić i Donji Kolunić (Rakića dolina) na koji se nastavlja treći dio sela, Revenik. Ispod sela protiču tri potoka, a u samom selu ima pet izvora, narod obično kaže da su ljekoviti. Udaljenost od Petrovca je oko 3,5 km.

## Povijest

### Ilirsko i rimsko doba
Petrovačko polje je i u ilirsko doba bilo dobro naseljeno, što potvrđuje veliki broj gradinskih naselja na dominantnijim položajima oko polja. Neka su od tih naselja nastavila život i u rimsko doba. Na nekima su od njih nađeni i rimski ostaci (temelji zgrada i rimski građevinski materijal). Jedan od najvećih objekata te vrste je Gradina u Koluniću (sjeverno od k. 691), utvrdeno naselje većih dimenzija s ostacima snažnog rimskog kamenog bedema na nasipu jedne prethistorijske gradine. Rimljani su preko Oštrelja izgradili važnu komunikaciju, koja je dolazila iz Dalmacije i preko jugoistočnog dijela Petrovačkog polja silazila u dolinu rijeke Sane (47/48. g.). Od ove su se ceste niz polje, prema zapadu,  odvajala dva kraka koji su vodili u dolinu Une. Jedan je išao preko Krnjeuše i Risovca, drugi preko Bjelaja i Prkosa. Utvrđenje se nalazilo na vrlo markantnom položaju, koji vizualno nadzire dobar dio polja. Gradina u Koluniću nije obrađena u literaturi. Nalazi se na ogoljelom i ispranom terenu, odmah desno od puta Bosanski Petrovac - Drvar.

### Srednji vijek
Iz ranosrednjovjekovnih vremena datira romanička crkva u Koluniću. Do turskih osvajanja, ovaj kraj neprekidno je bio dio hrvatskih država, Kraljevine Hrvatske i povremeno srednjovjekovne Bosne. Najveći dio pisanih povijesnih izvora, vezanih za hrvatsku srednjovjekovnu župu Pset, koja se prostirala na području današnje teritorije op'ine Bosanski Petrovac, vezan je za Kolunić. Prema spisu crkvenog sabora u Splitu iz 1185. godine župa Pset je pripadala u crkvenom pogledu kninskoj biskupiji. Prvi poznati župan koji je upravljao župom Pset u kraljevo ime bio je neki Dionizije koji se spominje u jednom spisu iz 1266. godine. 
Još god. 1292. piše u poznaloj darovnici kralja Karla II. za bana Pavla Šubića: "nec non progeniem seu generationem quae vocatur Suczunuy et Psef", po čemu bi se moglo suditi, da se je pleme (generatio), koje je u Psetu živjelo, tada zvalo psetskim plemenom. No već trideset i tri godine poslije, u jednoj ispravi od god. 1325., izdanoj u gradu Ključu na Sani, dakle u neposrednom susjedstvu županije psetske, nalazi se zapisaneo "Budona de generatione Cholunic, Budislao filio Gerdomil". Tada se dakle znalo u Ključu, da Budonja pripada plemenu Kolunić. Po tome se zaključuje, da je u prvoj četvrtini 14. stoljeća već postojalo ime Kolunića za ono hrvatsko pleme, koje je prebivalo u županiji Pset. Budući da je u istoj županiji bilo i selo Kolunić (Kolunići), pa je ili selo primilo ime svoje od plemena, ili je pleme prozvano po znamenitom selu, u kojem je prebivalo.
Prema raznim, uglavnom sudskim, dokumentima iz 14. i 15. stoljeća poznato je nekoliko plemenitaških rodova koji su imali svoje posjede u župi Pset, a bili su iz plemena Kolunića. Prvi su Mišljenovići od Kolunića, koji su imali posjede u Velikom i Malom Očijevu (danas sela blizu Martin Broda uz put za Drvar). Drugi poznati plemenitaški rod (hiža) u 15. stoljeću u župi Pset bili su Perušići iz sela Bilića. Treći poznati rod bili su Oršići iz Drinića (na jugu župe Pset). 
Navedene najpoznatije porodice iz plemena Kolunića, kao i druge, manje poznate, počele su se preseljavati sa svojih posjeda u Psetu dalje na zapad i sjever, po padu Bosne pod osmansku vlast 1463. godine, a sve jača preseljenja uslijedila su iza Krbavske bitke 1495. godine. Perušići su osnovali današnje naselje istog imena u Lici, a Oršići naselje Slavetići kod Karlovca po kojem su se i oni zvali. Neke porodice su zadržale rodovska imena a neke su se u novom zavičaju zvale plemenskim imenom Kolunić. Iz tog plemena je i Leopold Karlo Kolonić (1631. – 1707.), jedan od najznamenitijih prelata i državnika ugarskih. Nakon svršenih nauka u Beču stupio je u viteški red ivanovaca, te je ratovao protiv Turaka na Kreti (1654.);od god. 1659. bio je zapovjednik svoga reda u Mailbergu i Chebu, pa se je onda posvetio svećeničkomu staležu. God. 1669. postao je biskupom u Njitri, god. 1672. u Novom Mjestu kod Beča. Posljednji muški potomak ove znamenite porodice bio je sinovac nadbiskupa i kardinala Leopolda, po imenu grof Sigismund Kolonić (Kollonitsch, 1676. – 1751.), od god. 1716. biskup, a od god. 1722. prvi nadbiskup u gradu Beču. Poznat je i Martin Rota-Kolunić, bakrorezac iz 16. stoljeća, rođen u Šibeniku.
O životu na područje župe Pset najviše govore srednjovjekovni ostatci crkve (Panađur) i nekropole sa stećcima u selu Kolunić i mnogobrojni izvori koji ga spominju. Pretpostavlja se da je iz 14. stoljeća premda ga neki datiraju i u 12. stoljeće. Stećci su uglavnom u obliku većih ploča. Arheološko područje s ostatcima srednjovjekovne crkve i nekropolom sa stećcima na lokalitetu Crkvina u Koluniću, proglašeno je 2007. nacionalnim spomenikom BiH.

## Stanovništvo

### Popisi 1971. – 1991.
| Kolunić            |               |               |               |
| godina popisa      | 1991.         | 1981.         | 1971.         |
| Srbi               | 500 (95,96 %) | 455 (78,58 %) | 661 (97,49 %) |
| Bošnjaci           | 11 (2,11 %)   | 5 (0,86 %)    | 0             |
| Hrvati             | 2 (0,38 %)    | 0             | 9 (1,32 %)    |
| Jugoslaveni        | 7 (1,34 %)    | 109 (18,82 %) | 2 (0,34 %)    |
| ostali i nepoznato | 1 (0,19 %)    | 10 (1,72 %)   | 6 (0,88 %)    |
| ukupno             | 521           | 579           | 678           |

### Popis 2013.
| Kolunić            |               |
| godina popisa      | 2013.         |
| Srbi               | 227 (97,84 %) |
| Hrvati             | 2 (0,86 %)    |
| Bošnjaci           | 1 (0,43 %)    |
| ostali i nepoznato | 2 (0,86 %)    |
| ukupno             | 232           |